# New Rose
New Rose è il primo singolo del gruppo punk britannico dei Damned, pubblicato nell'ottobre 1976, primo singolo in assoluto pubblicato da una punk band inglese.
Scritta dal chitarrista Brian James, New Rose fu pubblicata sull'etichetta Stiff Records. La B-side era una cover di Help! dei The Beatles, suonata due volte più rapidamente dell'originale. Entrambe le canzoni sono divenute immancabili in ogni live della band e sono state incluse in varie compilation.
Una versione su CD venne inserita nella raccolta Stiff Singles 1976-1977 distribuita dalla Castle Music nel 2003.
La canzone è stata la sigla del programma di History Channel e BBC Le 7 vite del rock, dedicato alla storia dei generi rock.

## Cover
- I Guns N' Roses hanno reinterpretato il brano nel loro album di cover punk The Spaghetti Incident?[3].
- Il gruppo hardcore punk di Portland Poison Idea ne ha pubblicata una propria versione nell'album di cover del 1992 Pajama Party[4].

## Tracce
1. New Rose (James) - 2:46
2. Help! (Lennon, McCartney) - 1:43

## Formazione
- Dave Vanian — voce
- Brian James — chitarra
- Captain Sensible — basso
- Rat Scabies — batteria